# Julio César Baldivieso
Julio César Baldivieso (Cochabamba, 1971. december 2. –) bolíviai válogatott labdarúgó.
A bolíviai válogatott tagjaként részt vett az 1994-es világbajnokságon.

## Magánélete
Fia, Mauricio a bolíviai Jorge Wilstermann és az U20-as válogatott középpályása.

## Statisztika
| Bolíviai válogatott | Bolíviai válogatott | Bolíviai válogatott |
| Időszak             | Mérk.               | gól                 |
| ------------------- | ------------------- | ------------------- |
| 1991                | 5                   | 0                   |
| 1992                | 0                   | 0                   |
| 1993                | 15                  | 0                   |
| 1994                | 14                  | 1                   |
| 1995                | 8                   | 1                   |
| 1996                | 12                  | 3                   |
| 1997                | 9                   | 2                   |
| 1998                | 0                   | 0                   |
| 1999                | 0                   | 0                   |
| 2000                | 7                   | 2                   |
| 2001                | 8                   | 5                   |
| 2002                | 0                   | 0                   |
| 2003                | 3                   | 1                   |
| 2004                | 2                   | 0                   |
| 2005                | 2                   | 0                   |
| Összesen            | 85                  | 15                  |